# Clerke (cràter)
Clerke és un petit cràter d'impacte de la Lluna. És a prop de la vora oriental de la Mare Serenitatis, enmig d'un sistema de rimes denominada Rimae Littrow (pel cràter Littrow situat cap a l'est).

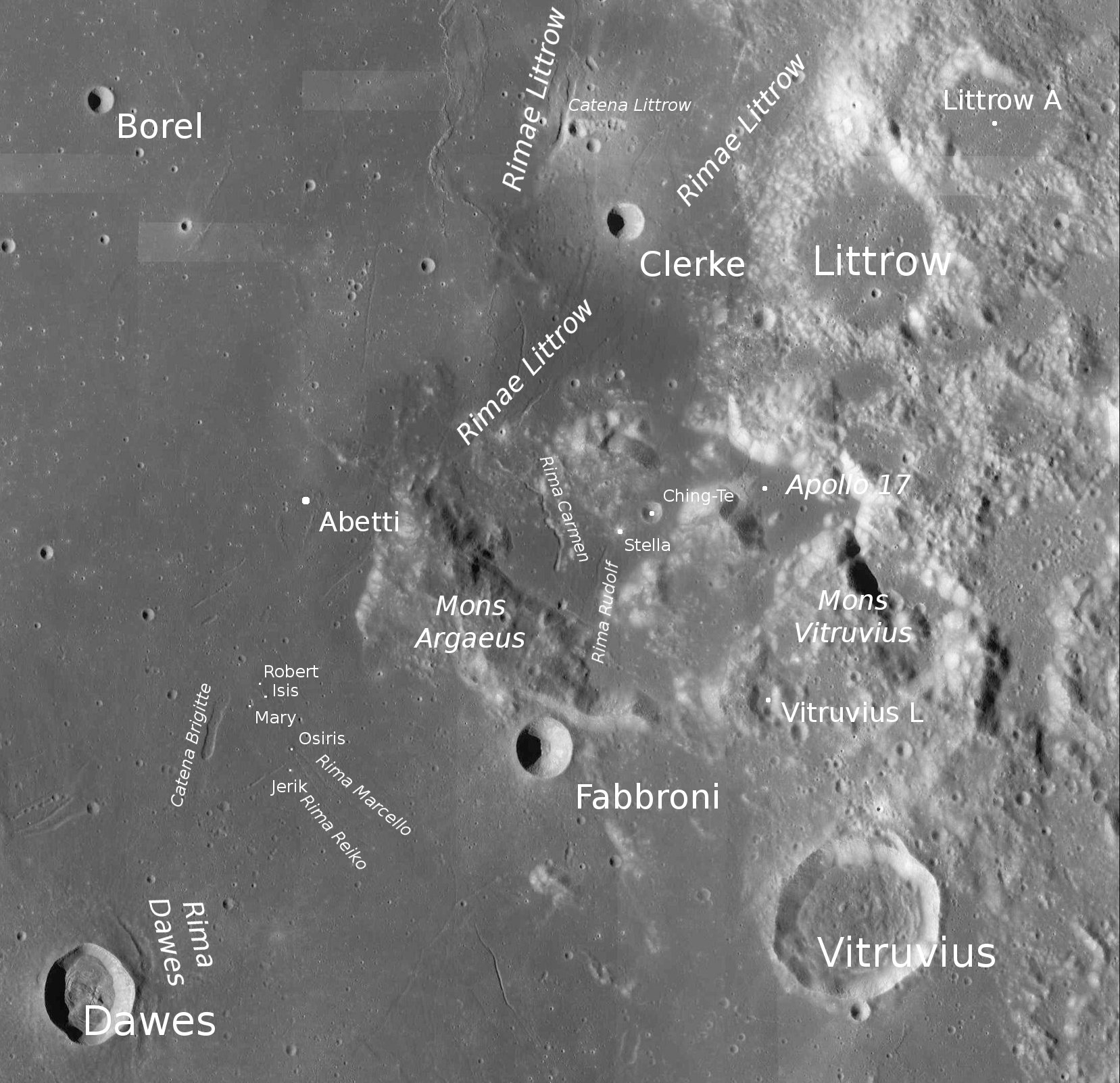
Localització de Clerke (centre superior de la imatge)
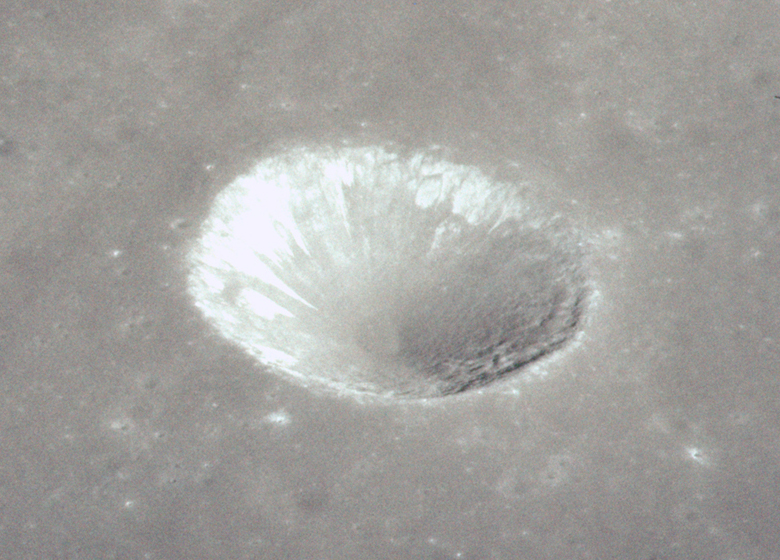
Imatge oblíqua des de l'Apollo 17

Clerke és aproximadament circular i amb forma de copa, amb una albedo relativament alta. En una vall localitzada cap al sud-est està situat el lloc d'aterratge de la missió Apollo 17.
Clerke va ser designat prèviament Littrow B abans de ser reanomenat per la UAI.